# Antrocephalus punctatus
Antrocephalus punctatus är en stekelart som beskrevs av Jean-Jacques Kieffer 1905. Antrocephalus punctatus ingår i släktet Antrocephalus och familjen bredlårsteklar.
Artens utbredningsområde är Madagaskar. Inga underarter finns listade i Catalogue of Life.